# I Bassotti
I Bassotti è una collana di narrativa gialla pubblicata dall'editore Marco Polillo.

## Elenco per numero
| N.  | Titolo italiano                                 | Titolo originale                     | Autore                         | Pubblicazione Polillo | Prima pubblicazione |
| --- | ----------------------------------------------- | ------------------------------------ | ------------------------------ | --------------------- | ------------------- |
| 1   | I delitti di Praed Street                       | The murders in Praed Street          | John Rhode                     | 2002                  | 1928                |
| 2   | L'ospite invisibile                             | The invisible host                   | Gwen Bristow & Bruce Manning   | 2002                  | 1930                |
| 3   | Morte a vele spiegate                           | Death under sail                     | C. P. Snow                     | 2002                  | 1932                |
| 4   | L'uomo con la mia faccia                        | The man with my face                 | Samuel W. Taylor               | 2002                  | 1948                |
| 5   | Il caso dei cioccolatini avvelenati             | The poisoned chocolates case         | Anthony Berkeley               | 2002                  | 1929                |
| 6   | Il problema della cella n. 13                   | The Problem of Cell 13               | Jacques Futrelle               | 2002                  | 1905                |
| 7   | La belva deve morire                            | The beast must die                   | Nicholas Blake                 | 2002                  | 1938                |
| 8   | Il volo delle 12,30 da Croydon                  | The 12,30 from Croydon               | Freeman Wills Crofts           | 2002                  | 1934                |
| 9   | Il morto che non riposa                         | Post mortem                          | Guy Cullingford                | 2003                  | 1953                |
| 10  | Il dramma di Corte Rossa                        | The Red House Mystery                | A. A. Milne                    | 2003                  | 1922                |
| 11  | Delitto a Middle Temple                         | The middle Temple murder             | J. S. Fletcher                 | 2003                  | 1912                |
| 12  | Il dardo piumato                                | The Feather Cloak Murders            | D. Teilhet - H. Tolman         | 2003                  | 1936                |
| 13  | L'enigma dei tre omini                          | The Deadly Percheron                 | John Franklin Bardin           | 2003                  | 1946                |
| 14  | L'omicidio è un affare serio                    | Malice Aforethought                  | Francis Iles                   | 2003                  | 1931                |
| 15  | La compagnia dei distratti                      | The Absent-Minded Coterie            | Robert Barr                    | 2003                  | 1906                |
| 16  | Il segreto delle campane                        | The nine tailors                     | Dorothy L. Sayers              | 2003                  | 1934                |
| 17  | Il visitatore che non c'era                     | Night of the Jabberwock              | Fredric Brown                  | 2003                  | 1950                |
| 18  | L'uomo nella cuccetta n. 10                     | The man in the lower ten             | Mary Roberts Rinehart          | 2003                  | 1909                |
| 19  | C'è un cadavere dall'avvocato                   | Smallbone Deceased                   | Michael Gilbert                | 2004                  | 1950                |
| 20  | Niente orchidee per miss Blandish               | No Orchids for Miss Blandish         | James Hadley Chase             | 2004                  | 1939                |
| 21  | Il caso del sette del calvario                  | The Case of the Seven of Calvary     | Anthony Boucher                | 2004                  | 1937                |
| 22  | La strana fine di Mr. Benedik                   | The Rynox Murder Mystery             | Philip MacDonald               | 2004                  | 1930                |
| 23  | Morte al pub                                    | Death At The Bar                     | Ngaio Marsh                    | 2004                  | 1940                |
| 24  | Undici calze di seta                            | The Big Midget Murders               | Craig Rice                     | 2004                  | 1942                |
| 25  | Delitti di Natale                               |                                      | AA.VV.                         | 2004                  | 1906 - 1957         |
| 26  | Charlie Chan e la casa senza chiavi             | The house without a key              | Earl Derr Biggers              | 2004                  | 1925                |
| 27  | Assassinio nel labirinto                        | Murder in the maze                   | J. J. Connington               | 2004                  | 1927                |
| 28  | La signora scompare                             | The wheel spins                      | Ethel Lina White               | 2005                  | 1936                |
| 29  | La morte cammina per Eastrepps                  | Death Walks in Eastrepps             | Francis Beeding                | 2005                  | 1931                |
| 30  | Il mistero del menu francese                    | Mr. Fortune objects                  | H. C. Bailey                   | 2005                  | 1935                |
| 31  | La rossa mano destra                            | The red right hand                   | Joel Townsley Rogers           | 2005                  | 1945                |
| 32  | Delitto al concerto                             | When the wind blows                  | Cyril Hare                     | 2005                  | 1949                |
| 33  | Occhiali neri                                   | The black spectacles                 | John Dickson Carr              | 2005                  | 1939                |
| 34  | Orme sul ponte                                  | Footsteps at the lock                | Ronald A. Knox                 | 2006                  | 1928                |
| 35  | L'uomo che non doveva vivere                    | Rogue male                           | Geoffrey Household             | 2006                  | 1939                |
| 36  | I due ciechi                                    | Blind man's bluff                    | Baynard Kendrick               | 2006                  | 1943                |
| 37  | Maschera bianca                                 | White face                           | Edgar Wallace                  | 2006                  | 1930                |
| 38  | Come in uno specchio                            | Through a glass, darkly              | Helen McCloy                   | 2006                  | 1950                |
| 39  | Uno della famiglia                              | The crooked wreath                   | Christianna Brand              | 2006                  | 1946                |
| 40  | Morte al telefono                               | Arrow Pointing Nowhere               | Elizabeth Daly                 | 2006                  | 1944                |
| 41  | Il pappagallo bianco                            | The white cockatoo                   | Mignon Good Eberhart           | 2006                  | 1933                |
| 42  | Altri delitti di Natale                         |                                      | AA.VV.                         | 2006                  | 1916 - 1977         |
| 43  | Assassinio all'università                       | Blood is a beggar                    | Thomas Kyd                     | 2007                  | 1946                |
| 44  | Tre donne in abito da sera                      | Three woman in black                 | Helen Reilly                   | 2007                  | 1941                |
| 45  | Il coltello nella schiena                       | The case of the gold coins           | Anthony Wynne                  | 2007                  | 1934                |
| 46  | Una carrozza nella notte                        | The mystery of 31 New Inn            | Richard Austin Freeman         | 2007                  | 1912                |
| 47  | Il corpo nell'armadio                           | Murder by the clock                  | Rufus King                     | 2007                  | 1929                |
| 48  | L'enigma dell'alfiere                           | The bishop murder case               | S. S. Van Dine                 | 2007                  | 1929                |
| 49  | I fatali 5 minuti                               | The fatal five minutes               | R. A. J. Walling               | 2007                  | 1932                |
| 50  | I delitti della camera chiusa                   |                                      | AA.VV.                         | 2007                  | 1897 - 1962         |
| 51  | Il letto d'ebano                                | The ebony bed murder                 | Rufus Gillmore                 | 2008                  | 1932                |
| 52  | Il grande mistero di Bow                        | The big bow mystery                  | Israel Zangwill                | 2008                  | 1891                |
| 53  | Discesa fatale                                  | Fatal descent                        | John Rhode & Carter Dickson    | 2008                  | 1939                |
| 54  | La maledizione dell'arpa                        | The episode of the vanishing harp    | C. Daly King                   | 2008                  | 1935                |
| 55  | La scala a chiocciola                           | The circular staircase               | Mary Roberts Rinehart          | 2008                  | 1908                |
| 56  | La villa dei delitti                            | Mystery ay Friar's Pardon            | Martin Porlock                 | 2008                  | 1931                |
| 57  | Il mistero di Charing Cross                     | The Charing Cross mystery            | J. S. Fletcher                 | 2008                  | 1923                |
| 58  | Chi è il colpevole                              | Ask a policeman                      | AA.VV.                         | 2008                  | 1933                |
| 59  | Morte nello studio del rettore                  | Death at the president's lodge       | Michael Innes                  | 2008                  | 1936                |
| 60  | Il caso con nove soluzioni                      | The case with nne solutions          | J. J. Connington               | 2008                  | 1928                |
| 61  | Sotto la neve                                   | Mystery in white                     | Jefferson Farjeon              | 2008                  | 1937                |
| 62  | La casa fantasma                                | The grinning god/The house that was  | May & Jacques Futrelle         | 2008                  | 1907                |
| 63  | Enigmi & misteri                                |                                      | AA.VV.                         | 2009                  | 1892 - 1941         |
| 64  | I delitti di Hammersmith                        | The Hammersmith murders              | David Frome                    | 2009                  | 1930                |
| 65  | Il mistero del diario                           | The Bleston mystery                  | Milward Kennedy                | 2009                  | 1928                |
| 66  | Il cerchio rosso                                | The crimson circle                   | Edgar Wallace                  | 2009                  | 1922                |
| 67  | Ipotesi per un delitto                          | Let X be the murderer                | Clifford Witting               | 2009                  | 1947                |
| 68  | Morte in sala d'attesa                          | The divorce court muder              | Milton Propper                 | 2009                  | 1934                |
| 69  | Assassinio alla BBC                             | Death at the broadcasting house      | Val Gielgud & Holt Marvell     | 2009                  | 1934                |
| 70  | Laura                                           | Laura                                | Vera Caspary                   | 2009                  | 1943                |
| 71  | Signori della corte...                          | A case to answer                     | Edgar Lustgarten               | 2009                  | 1947                |
| 72  | La ragazza tagliata nel montaggio               | The face on the cutting-room floor   | McCabe Cameron                 | 2011                  | 1937                |
| 73  | Delitto a Harvard                               | Harvard has an homicide              | Timothy Fuller                 | 2009                  | 1936                |
| 74  | La morte di mia zia                             | Death of my aunt                     | C. H. B. Kitchin               | 2009                  | 1929                |
| 75  | Omicidio a Capodanno                            | Dancing death                        | Christopher Bush               | 2009                  | 1931                |
| 76  | Delitti in codice                               |                                      | AA.VV.                         | 2009                  | 1904 - 1960         |
| 77  | Morte in Provenza                               | Death in high Provence               | George Bellairs                | 2010                  | 1957                |
| 78  | Il gatto e il topo                              | Cat and mouse                        | Christianna Brand              | 2010                  | 1950                |
| 79  | Panico                                          | Panic                                | Helen McCloy                   | 2010                  | 1944                |
| 80  | La fine dei Greene                              | The Greene murder case               | S. S. Van Dine                 | 2010                  | 1928                |
| 81  | L'assassino invisibile                          | Sealed-room murder                   | Rupert Penny                   | 2010                  | 1941                |
| 82  | La porta socchiusa                              | The opening door                     | Helen Reilly                   | 2010                  | 1944                |
| 83  | Charlie Chan e il cammello nero                 | The black camel                      | Earl Derr Biggers              | 2010                  | 1931                |
| 84  | Gli scapoli di Broken Hill                      | The bachelors of Broken Hill         | Arthur Upfield                 | 2010                  | 1950                |
| 85  | Caffè al veleno a Piccadilly                    | The Piccadilly murders               | Anthony Berkeley               | 2010                  | 1929                |
| 86  | Morte in Harley Street                          | Death in Harley Street               | John Rhode                     | 2010                  | 1946                |
| 87  | Un caso per tre detective                       | Case for three detectives            | Leo Bruce                      | 2010                  | 1936                |
| 88  | In un villaggio inglese                         | The Lord have mercy                  | Shelley Smith                  | 2010                  | 1956                |
| 89  | Nel buio della galleria                         | Death in the tunnel                  | Miles Burton                   | 2010                  | 1936                |
| 90  | Non si uccide prima di Natale                   | Do not murder before Christmas       | Jack Iams                      | 2010                  | 1949                |
| 91  | Delitti in treno                                |                                      | AA.VV.                         | 2010                  | 1888 - 1976         |
| 92  | L'alibi di Scotland Yard                        | Scotland Yard alibi                  | Don Betteridge                 | 2011                  | 1938                |
| 93  | Il verdetto dei dodici                          | Verdect of twelve                    | Raymond Postgate               | 2011                  | 1940                |
| 94  | Una parola di otto lettere                      | A word of six letters                | Herbert Adams                  | 2011                  | 1936                |
| 95  | Lord Peter e l'altro                            | Murder must advertise                | Dorothy L. Sayers              | 2011                  | 1933                |
| 96  | Svanito nel nulla                               | Into thin air                        | Horatio Winslow & Leslie Quirk | 2011                  | 1928                |
| 97  | Vacanze in Florida                              | Reunion in Florida                   | Tod Claymore                   | 2011                  | 1952                |
| 98  | Delitto ai grandi magazzini                     | The whispering window                | Cortland Fitzsimmons           | 2011                  | 1936                |
| 99  | I tre corni da caccia                           | The three hunting horns              | Mary Fitt                      | 2011                  | 1937                |
| 100 | La sera della prima                             | First night murder                   | F. G. Parke                    | 2011                  | 1931                |
|     | Gli autori dei primi 100 Bassotti. Vita e opere |                                      |                                | 2011                  | 2011                |
| 101 | La casa dei sette cadaveri                      | Seven dead                           | Jefferson Farjeon              | 2011                  | 1939                |
| 102 | L'enigma della vasca dei pinguini               | The penguin pool murder              | Stuart Palmer                  | 2011                  | 1931                |
| 103 | I delitti della vedova rossa                    | The red widow murders                | Carter Dickson                 | 2011                  | 1935                |
| 104 | I morti non lasciano impronte digitali          | Dead men leave non fingerprints      | Whitman Chambers               | 2011                  | 1935                |
| 105 | Tragedia a Oxford                               | An Oxford tragedy                    | J. C. Masterman                | 2011                  | 1933                |
| 106 | La mattina del 25 dicembre                      | Crime at Christmas                   | C. H. B. Kitchin               | 2011                  | 1934                |
| 107 | I delitti della casa di campagna                |                                      | AA.VV.                         | 2011                  | 1904 - 1947         |
| 108 | In viaggio col morto                            | Death in the back seat               | Dorothy Cameron Disney         | 2012                  | 1936                |
| 109 | Una buona tazza di tè                           | The case of the dead shepherd        | Christopher Bush               | 2012                  | 1934                |
| 110 | I delitti di Carnevale                          | The Mardi Gars murders               | Gwen Bristow & Bruce Manning   | 2012                  | 1932                |
| 111 | Mr. Pinkerton ha un indizio                     | Mr. Pinkerton has the clue           | David Frome                    | 2012                  | 1936                |
| 112 | Un paio di tacchi alti                          | Reunion with the murder              | Timothy Fuller                 | 2012                  | 1941                |
| 113 | Tutto iniziò con un calice spezzato             | I met murder                         | Selwyn Jepson                  | 2012                  | 1930                |
| 114 | Otto innocenti e un colpevole                   | The Sweepstake Murders               | J. J. Connington               | 2012                  | 1931                |
| 115 | L'alibi perfetto                                | The perfect alibi                    | C. St John Sprigg              | 2012                  | 1934                |
| 116 | Assassinio nella brughiera                      | The Yorkshire Moorland Mystery       | J. S. Fletcher                 | 2012                  | 1930                |
| 117 | La Canarina assassinata                         | The Canary murder case               | S. S. Van Dine                 | 2012                  | 1927                |
| 118 | Delitto in cielo                                | Obelists fly high                    | C. Daly King                   | 2012                  | 1935                |
| 119 | La formula del delitto                          | Murder by formula                    | J. H. Wallis                   | 2012                  | 1931                |
| 120 | La poltrona e il rasoio                         | There sits death                     | P. McGuire                     | 2012                  | 1933                |
| 121 | Uno sparo in biblioteca                         | The Layton Court mystery             | Anthony Berkeley               | 2012 (31/10)          | 1925                |
| 122 | La tabacchiera avvelenata                       | Excellent intentions                 | R. Hull                        | 2013                  | 1938                |
| 123 | Il caso della mummia scomparsa                  | The mummy case                       | D. Morrah                      | 2012                  | 1933                |
| 124 | La casa degli strani ospiti                     | The house of strange guests          | N. Brady                       | 2013                  | 1932                |
| 125 | Delitti Impossibili                             |                                      | AA.VV.                         | 2012                  | 1929 - 1954         |
| 126 | La stanza n. 18                                 | The patient in room 28               | Mignon Good Eberhart           | 2013                  | 1929                |
| 127 | La stessa sera alla stessa ora                  | The chief witness                    | Herbert Adams                  | 2013                  | 1939                |
| 128 | Profumo di violette                             | Odor of violets                      | Baynard Kendrick               | 2013                  | 1942                |
| 129 | Il delitto della portantina                     | Murder at the pageant                | Victor L. Whitechurch          | 2013                  | 1930                |
| 130 | Il cottage giallo                               | The yellow bungalow mystery          | Leonard R. Gribble             | 2013                  | 1933                |
| 131 | Il mistero del villaggio                        | Murder on the marsh                  | John Ferguson                  | 2013                  | 1930                |
| 132 | Morte al castello                               | The silver scale murder              | Anthony Wynne                  | 2013                  | 1931                |
| 133 | Uscendo di casa una mattina                     | Death before breakfats               | George Bellairs                | 2013                  | 1962                |
| 134 | Il terrore che mormora                          | He who whisper                       | John Dickson Carr              | 2013                  | 1946                |
| 135 | In una sera di pioggia                          | Death and the pleasant voices        | Mary Fitt                      | 2014                  | 1946                |
| 136 | Il mistero delle tre querce                     | The three oak mystery                | Edgar Wallace                  | 2013                  | 1924                |
| 137 | Il raccomandato                                 | Who is the thief?                    | Wilkie Collins                 | 2013                  | 1858                |
| 138 | Una sciarpa intorno al collo                    | Strawstack                           | Dorothy Cameron Disney         | 2014                  | 1939                |
| 139 | Gli omicidi della Z                             | The "Z" murders                      | Jefferson Farjeon              | 2013                  | 1932                |
| 140 | Delitti & Castighi                              |                                      | AA.VV.                         | 2013                  | 1930 - 1952         |
| 141 | Il canto di Natale                              | Catt out of the bag                  | Clifford Witting               | 2013                  | 1939                |
| 142 | La morte viaggia in autobus                     | Death goes by bus                    | Leslie Cargill                 | 2014                  | 1936                |
| 143 | Il caso del gong cinese                         | The case of the chinese gong         | Christopher Bush               | 2014                  | 1935                |
| 144 | L'occhio di Osiride                             | The eye of Osiris                    | Richard Austin Freeman         | 2014                  | 1911                |
| 145 | L'assassino scrive di notte                     | Nothing can rescue me                | Elizabeth Daly                 | 2014                  | 1943                |
| 146 | Sette piccioni sporchi di sangue                | About the Murder of Geraldine Foster | Anthony Abbot                  | 2014                  | 1930                |
| 147 | Morte in palcoscenico                           | Blood on the Bosom Devine            | Thomas Kyd                     | 2014                  | 1948                |
| 148 | Enigma a Cape Cod                               | The Cape Cod Mystery                 | Phoebe Atwood Taylor           | 2014                  | 1931                |
| 149 | Invito con delitto                              | Journey downstairs                   | R. Philmore                    | 2014                  | 1934                |
| 150 | Partire è un po' morire                         | Murder in time                       | Elizabeth Ferrars              | 2014                  | 1953                |
| 151 | L'incredibile viaggio                           | Vultures in the sky                  | Todd Downing                   | 2014                  | 1935                |
| 152 | La rocca maledetta                              | He arrived at dusk                   | R. C. Ashby                    | 2014                  | 1933                |
| 153 | I quattro giusti                                | The four just men                    | Edgar Wallace                  | 2014                  | 1905                |
| 154 | Charlie Chan e la crociera tragica              | Charlie Chan Carries On              | Earl Derr Biggers              | 2014                  | 1930                |
| 155 | Troppi cugini                                   | Too many cousins                     | Douglas G. Browne              | 2014                  | 1946                |
| 156 | La finestra sulla notte                         | Thw window at the white              | Mary Roberts Rinehart          | 2014                  | 1910                |
| 157 | Veleni, pugnali e altre amenità                 |                                      | AA.VV.                         | 2014                  | 1901 - 1955         |
| 158 | Morte in ascensore                              | The death of Laurence Vining         | Alan Thomas                    | 2015                  | 1928                |
| 159 | Sangue sulla neve                               | Blood in the snnow                   | Hilda Lawrence                 | 2015                  | 1944                |
| 160 | Un pomeriggio da ammazzare                      | An afternoon to kill                 | Shelley Smith                  | 2016                  | 1953                |
| 161 | Compleanno con delitto                          | The birthday murder                  | Lange Lewis                    | 2016                  | 1945                |
| 162 | Quella cara vecchietta                          | Like a guilty thing                  | Belton Cobb                    | 2016                  | 1938                |
| 163 | Arsenico                                        | As the thief in the night            | Richard Austin Freeman         | 2016                  | 1928                |
| 164 | La dama in rosso                                | The Holbein Mystery                  | Anthony Wynne                  | 2016                  | 1935                |
| 165 | Il cadavere in pantofole rosse                  | The corpse in crimson slippers       | R. A. J. Walling               | 2016                  | 1936                |
| 166 | Le mani di mr. Ottermole                        | The hands of Mr. Ottermole           | Thomas Burke                   | 2016                  | 1931                |
| 167 | L'enigma della stanza impenetrabile             | Whistle up the devil                 | Derek Smith                    | 2016                  | 1953                |
| 168 | Qualcuno ti osserva                             | Someone must watch                   | Ethel Lina White               | 2017                  | 1933                |
| 169 | Omicidio in laboratorio                         | The murder in the laboratory         | T. L. Davidson                 | 2016                  | 1929                |
| 170 | Delitti quasi perfetti                          |                                      | AA.VV.                         | 2016                  | 1897 - 1955         |
| 171 | Il club degli assassini                         | The woodden overcoat                 | Pamela Branch                  | 2017                  | 1951                |
| 172 | Promessa mantenuta                              | They can't hang me                   | James Ronald                   | 2016                  | 1938                |
| 173 | Congelato                                       | Frozen death                         | Anthony Weymouth               | 2016                  | 1934                |
| 174 | Asso di quadri                                  | Red aces                             | Edgar Wallace                  | 2016                  | 1929                |
| 175 | Delitto in mare                                 | Murder at sea                        | Richard Connell                | 2017                  | 1929                |
| 176 | Verdetto aperto                                 | Open verdict                         | Richard Keverne                | 2017                  | 1940                |
| 177 | La torre di Scarhaven                           | Scarhaven kept                       | J. S. Fletcher                 | 2017                  | 1920                |
| 178 | Il caso della zitella acida                     | Poison in the parish                 | Milward Kennedy                | 2017                  | 1935                |
| 179 | Uno sparo nel bosco                             | Shot on the down                     | Victor L. Whitechurch          | 2017                  | 1927                |
| 180 | L'assassino del luna park                       | The fair murder                      | Nicholas Brady                 | 2017                  | 1933                |
| 181 | Veleno                                          | Double death                         | Dorothy L. Sayers, AA.VV.      | 2017                  | 1939                |
| 182 | La casa senza porta                             | The house without a door             | Elizabeth Daly                 | 2017                  | 1942                |
| 183 | L'inquilino del piano di sopra                  | Blue murder                          | Harriet Rudland                | 2017                  | 1942                |
| 184 | Omicidio a Kensington                           | Crime in Kensington                  | Christopher St. John Sprigg    | 2017                  | 1933                |
| 185 | La casa sulla scogliera                         | The Wailing Rock murders             | Clifford Orr                   | 2017                  | 1932                |
| 186 | Aria mortale                                    | Murder ends the song                 | Alfred Meyers                  | 2017                  | 1941                |
| 187 | La bambola assassina                            | Death of a doll                      | Hilda Lawrence                 | 2018                  | 1947                |
| 188 | Cinque enigmi per Max Carrados                  |                                      | Ernest Bramah                  | 2018                  | 1914 - 1927         |
| 189 | Non può essere omicidio!                        | It couldn't be murders               | Hugh Austin                    | 2018                  | 1935                |
| 190 | L'indizio della luna crescente                  | The clue of rising miin              | Valentine Williams             | 2018                  | 1935                |
| 191 | Delitto in Cornovaglia                          | Cornish cirme                        | Anthony Weymouth               | 2018                  | 1937                |
| 192 | La lettera sbagliata                            | The wrong letter                     | Walter S. Masterman            | 2018                  | 1926                |
| 193 | Il mistero del vecchio granaio                  | The rumble murders                   | Henry Ware Eliot Jr.           | 2018                  | 1932                |
| 194 | Uno strano caso alle bermuda                    | The strange crime in Bemruda         | Elisabeth Sanxay Holding       | 2018                  | 1937                |
| 195 | L'enigma della rosa                             | Amos Petrie's puzzle                 | John V. Turner                 | 2018                  | 1933                |
| 196 | La maledizione del rubino                       | The cadmen cuby murder               | Adam Bliss                     | 2018                  | 1931                |
| 197 | La morte invisibile                             | Murder from the grave                | Will Levinrew                  | 2018                  | 1930                |
| 198 | Il libro che uccide                             | The Mysterious Mr. Badman            | W. F. Harvey                   | 2019                  | 1934                |
| 199 | Iniziò con un bacio, finì con un delitto        | Come to Paddington Fair              | Derek Smith                    | 2018                  | 1997                |
| 200 | Nuovi delitti in treno                          |                                      | AA. VV.                        | 2019                  | 1889-1950           |
| 201 | Se morirò di lunedì...                          | Murder on monday... ?                | Charles Barry                  | 2018                  | 1932                |
| 202 | Se muoio prima di svegliarmi                    | If I die before I wake               | Sherwood King                  | 2019                  | 1938                |
| 203 | Com'è morto il baronetto?                       | The Crowning murder                  | H. H. Stanners                 | 2019                  | 1937                |
| 204 | Il mistero della candela ritorta                | The clue of the twisted candle       | Edgar Wallace                  | 2019                  | 1918                |
| 205 | Uno dopo l'altro                                | The silent murders                   | Archibald G. Macdonell         | 2020                  | 1929                |
| 206 | Gli omicidi di Beacon Hill                      | The Beacon Hill murders              | Roger Scarlett                 | 2019                  | 1930                |
| 207 | Il crimine del secolo                           | The crime of the century             | Anthony Abbot                  | 2021                  | 1931                |
| 208 | Il capanno sulla spiaggia                       | I'll be judge, I'll be jury          | Milward Kennedy                | 2020                  | 1937                |
| 209 | Il rompicapo                                    | The puzzle                           | Lee Thayer                     | 2020                  | 1922                |
| 210 | La scatola mortale                              | The death box                        | Basil Godfrey Quin             | 2020                  | 1929                |
| 211 | Delitti al college                              | The Dartmouth murders                | Clifford Orr                   | 2021                  | 1929                |
| 212 | Delitto in una camera chiusa                    | The sealed room murder               | Michael Crombie                | 2021                  | 1934                |
| 213 | L'assassino bussa alla porta                    | Knock, murderer, knock!              | Harriet Rutland                | 2021                  | 1938                |
| 214 | Il mistero della piuma bianca                   | The Back Bay murders                 | Roger Scarlett                 | 2021                  | 1931                |
| 215 | I morti non vedono                              | The dead are blind                   | Max Afford                     | 2021                  | 1937                |
| 216 | Un certo dottor Thorndyke                       | A ceartain Dr. Thorndyke             | Richard Austin Freeman         | 2021                  | 1927                |
| 217 | Mr. Bowling compra un giornale                  | Mr. Bowling buys a newspaper         | Donald Henderson               | 2022                  | 1943                |
| 218 | Donna senza pietà                               | Lady without mercy                   | Roman McDougald                | 2022                  | 1948                |
| 219 | L'enigma dei gatti morti                        | There is no return                   | Anita Blackmon                 | 2022                  | 1938                |
| 220 | Natale con delitto                              | The night of fear                    | Moray Dalton                   | 2022                  | 1931                |
| 223 | Veleno a Capodanno                              |                                      | Belton Cobb                    | 2022                  |                     |